# Pyrinia sanitaria
Pyrinia sanitaria là một loài bướm đêm trong họ Geometridae.